# Cifra (género musical)
En Argentina y Uruguay se llama Cifra a una especie de melodía tradicional con acompañamiento que se asocia con textos generalmente improvisados.
Se denomina cifra a las canciones cuyo texto improvisan dos ejecutantes en competencia; a las canciones que entonan alternadamente dos participantes o más, en base de coplas improvisadas o hechas; a las canciones del ejecutante solo que improvisa sobre un tema solicitado por su auditorio. Pero la cifra por excelencia es la canción de los payadores que improvisan en oposición. La forma en que este canto interrumpido se compagina y enlaza con los rasgueos o punteos de la guitarra, es lo más característico de ella y, curiosidad única en los cancioneros americanos. De hecho, el canto dialoga con la guitarra.
Una serie de acordes rasgueados hace las veces de preludio. Cuando el cantante alza la voz, la guitarra enmudece. Concluidos uno o dos versos, irrumpe de nuevo el rasgueo o alguna nota grave punteada a manera de breve interludio y así, corre la estrofa hasta el final. No habiendo medida para los interludios ni cuenta para las repeticiones de versos, la forma es más o menos libre.
En los mejores tiempos de la especie, se usaba como enfrentamiento de dos cantores para cambiar agudas preguntas o respuestas en estrofa. Mientras rasguea el preludio inicial, el payador piensa su primera pregunta y, lanzado a entonar los versos, se interrumpe e interludia tanto cuanto necesite para continuar pensando en la idea o en la versificación; sigue así hasta completar su pensamiento y la estrofa. En ese momento su contrincante recoge la estrofa de la pregunta e inicia su respuesta del mismo modo. Un improvisador es tanto más hábil cuanto menor sea la cantidad de repeticiones e interludios que requiera para versear.
Algunos ejemplos de esta especie dentro de la música popular son: 
- Alberto Merlo - Cifras y triunfos
- Alfredo Zitarrosa - Coplas orientales por cifra y milonga

- Datos: Q7847070